# بوشيني شواك
بوشيني شواك (الاسم العلمي: Puccinia ferox) هو نوع من الفطريات يتبع جنس البوشيني من فصيلة البوشينية.